# Duitse militaire begraafplaats in Bedburg-Hau
De Duitse militaire begraafplaats in Bedburg-Hau is een militaire begraafplaats in Noordrijn-Westfalen, Duitsland. Op de begraafplaats rusten 69 Duitse militairen uit de Eerste en 581 uit de Tweede Wereldoorlog.
De begraafplaats is te vinden op het terrein van de LVR-Klinik Bedburg-Hau. Buiten militaire graven zijn er op het terrein ook sectoren met graven van overleden patiënten van de inrichting en graven van slachtoffers van de NS-dictatuur, waaronder dwangarbeiders van verschillende nationaliteiten en overledenen uit concentratiekampen. Het totale aantal graven bedraagt meer dan 870. In 2013-14 werden de oorlogsgraven gerenoveerd en werd er een informatiebord opgesteld met uitleg over de geschiedenis van de begraafplaats.

## Afbeeldingen

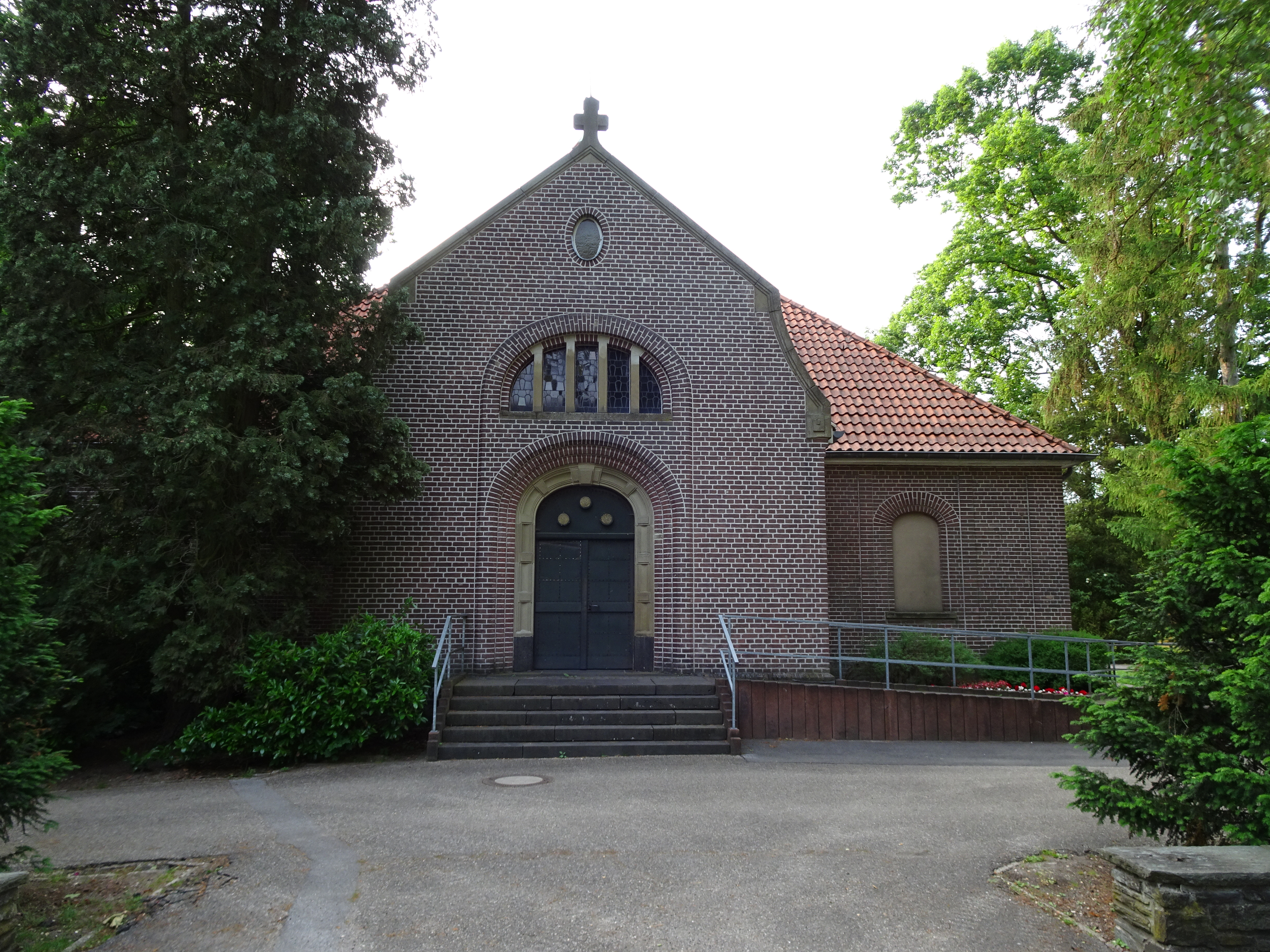
Voorzijde kapel
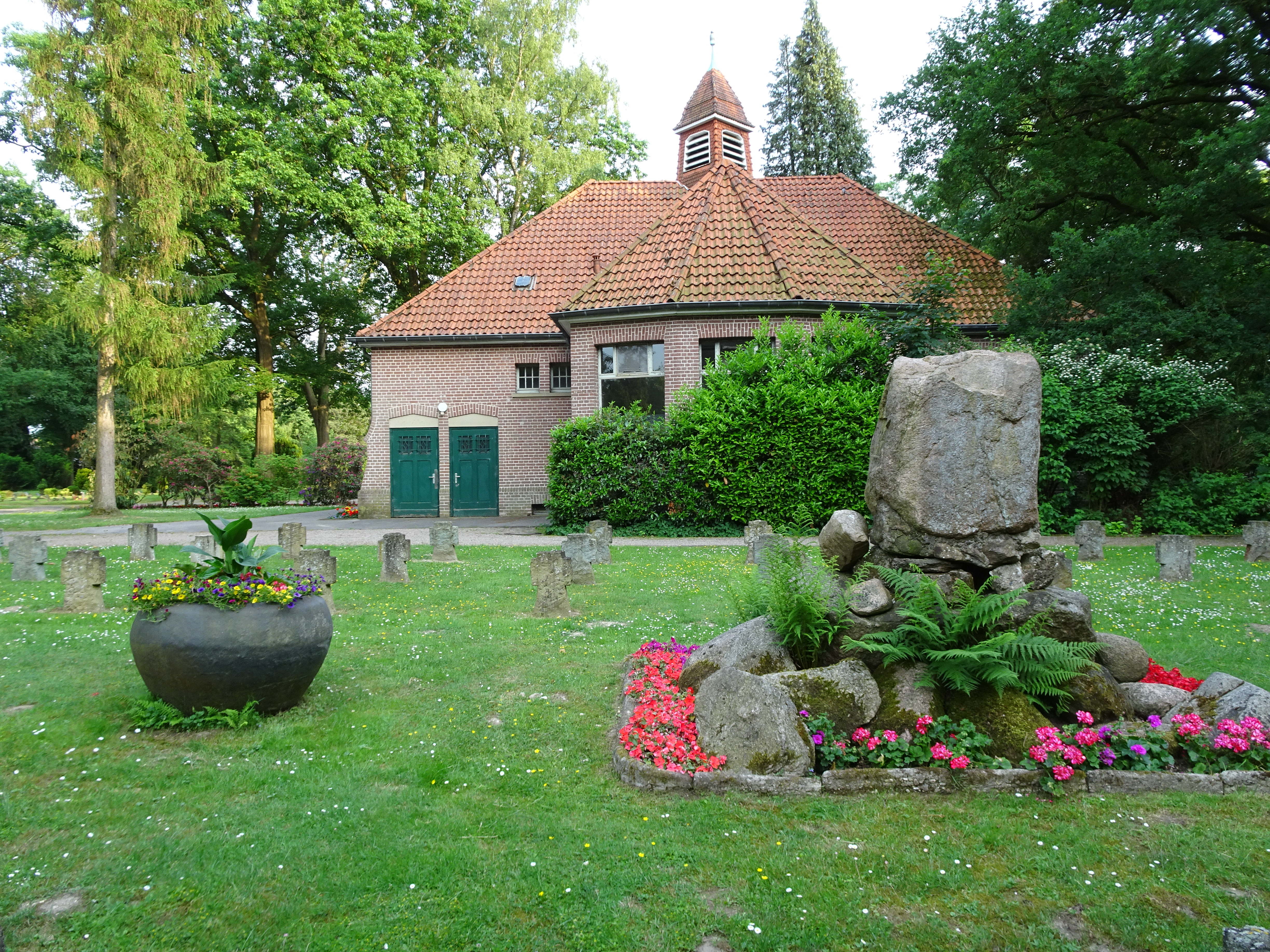
Kapel en WOI monument
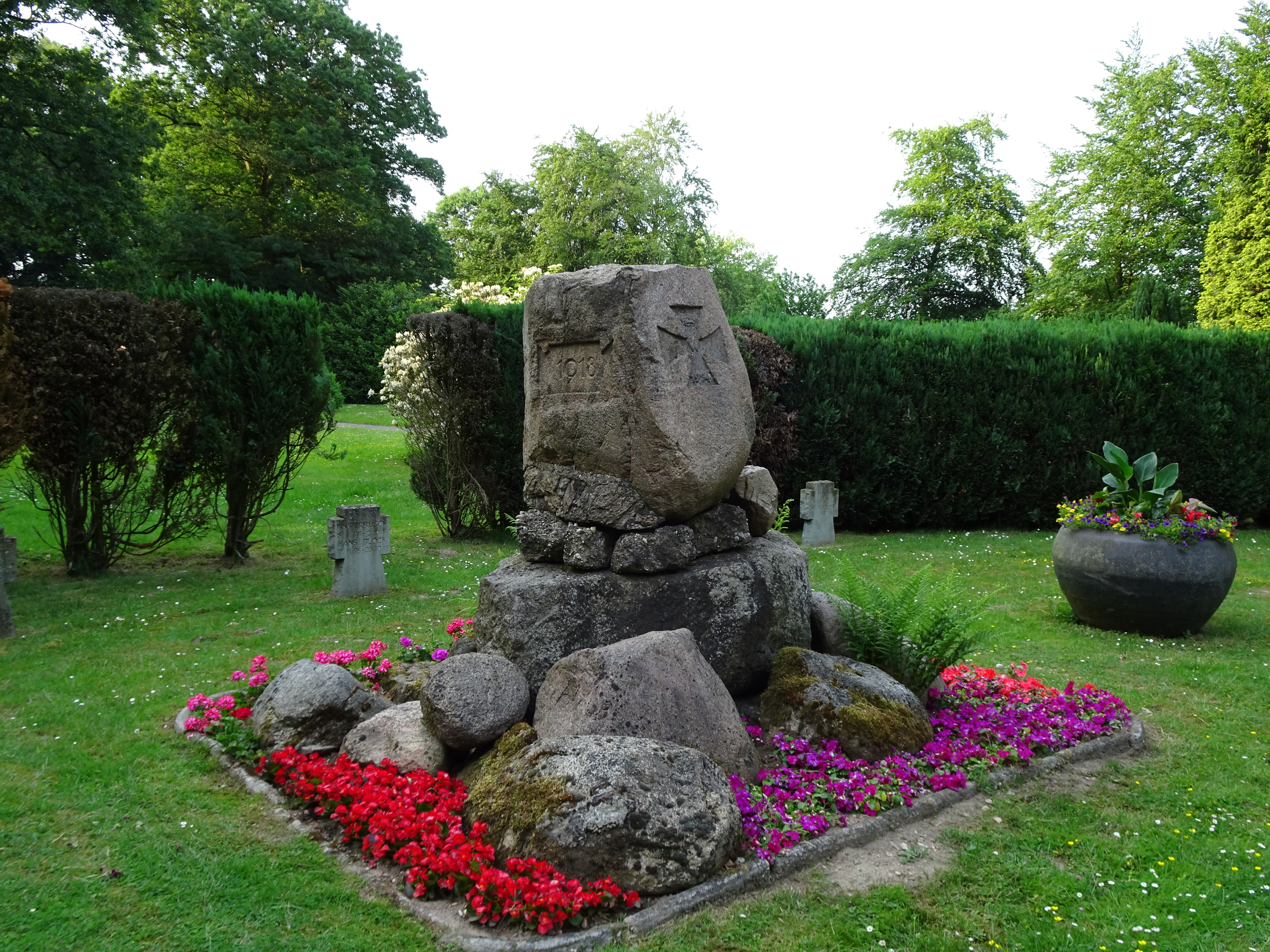
WOI monument
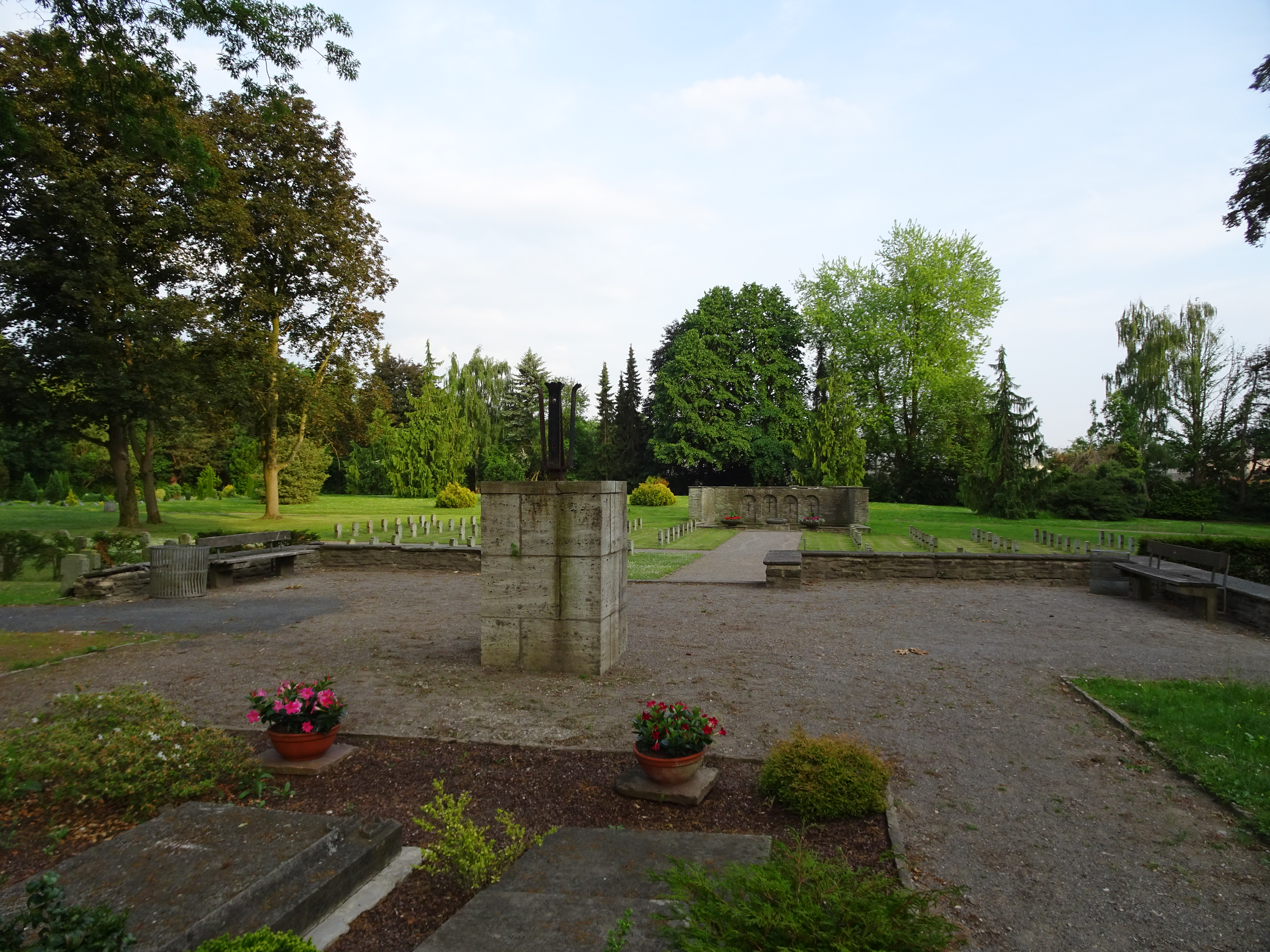
Centraal gedenkteken
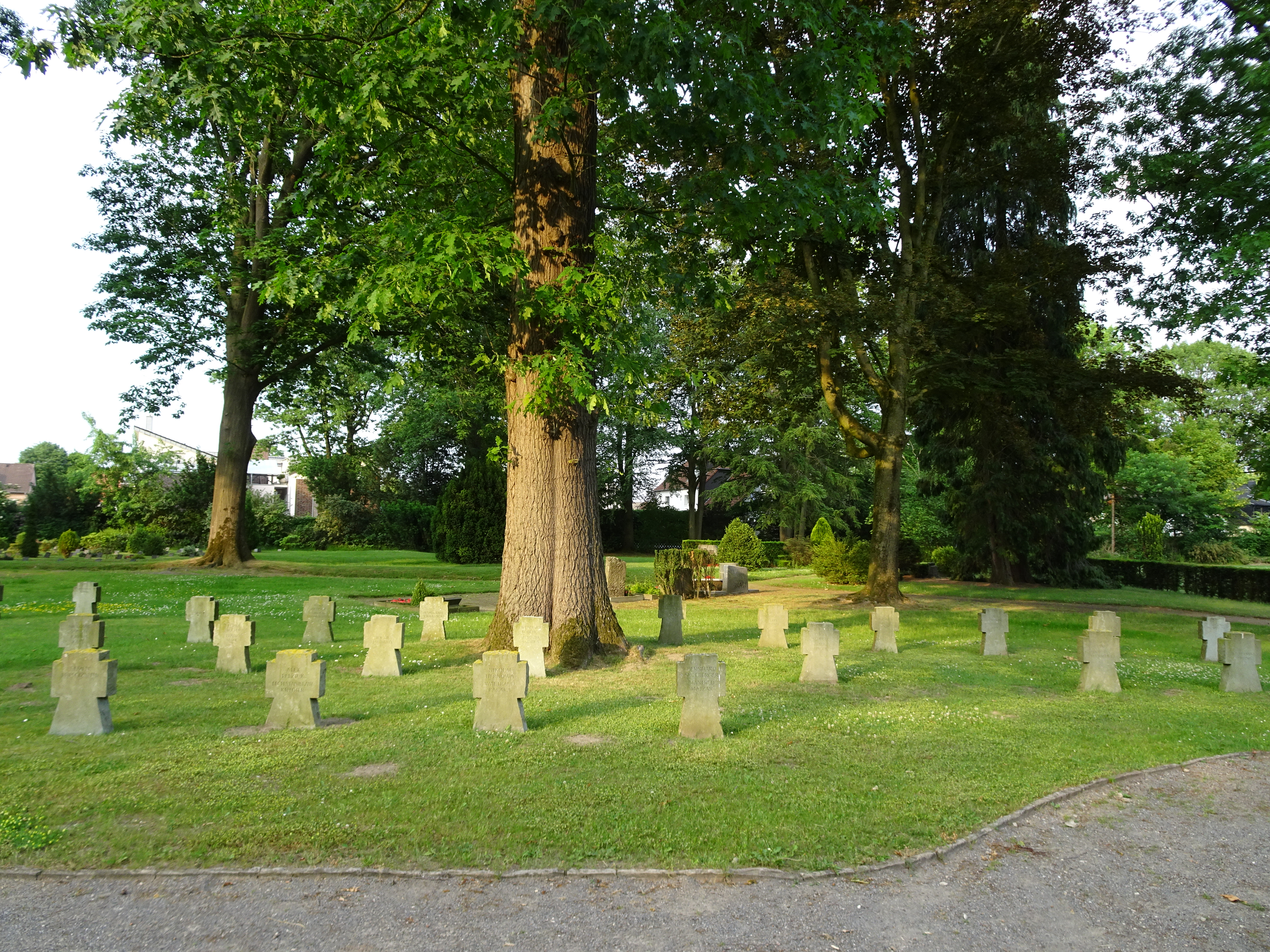
Grafmonumenten
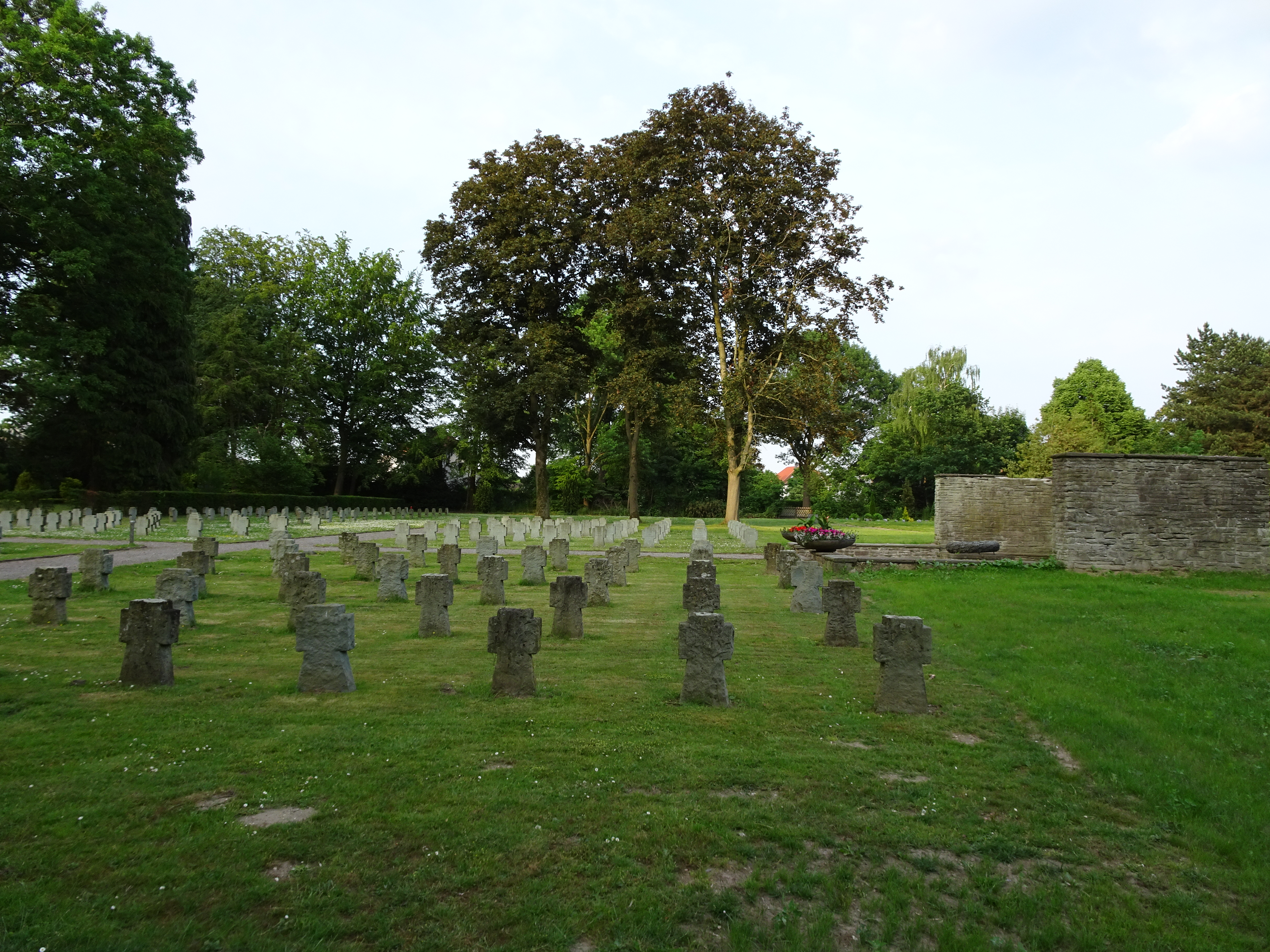
Grafmonumenten
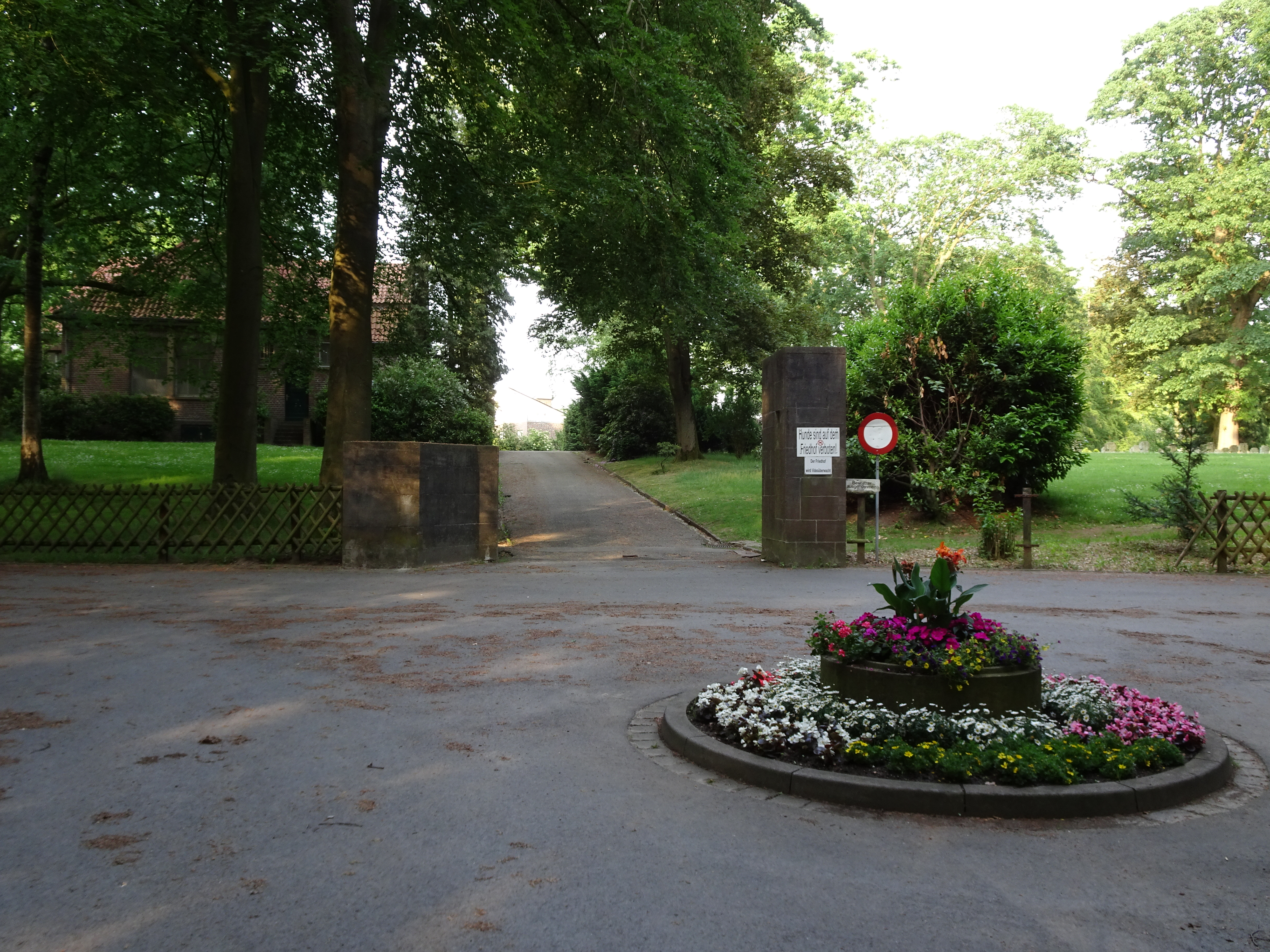
Oprit
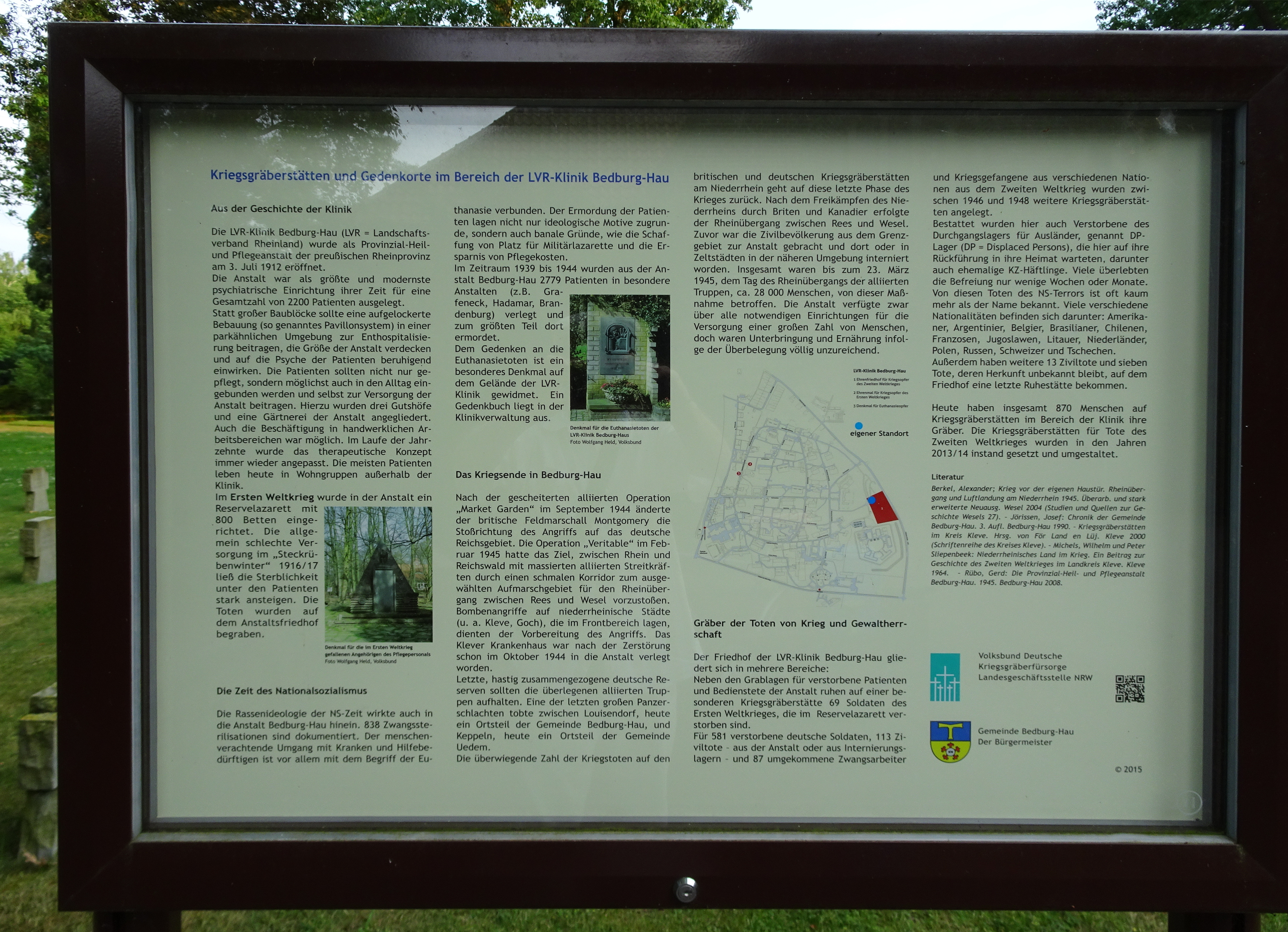
Infobord